# Stade Saputo
L'estadi Saputo (en francès Stade Saputo) és un estadi de futbol situat a la ciutat de Mont-real, Quebec (Canadà) que va ser inaugurat el 19 de maig del 2008. És la seu esportiva i administrativa del club Montreal Impact de la Major League Soccer. La seva capacitat actual és de 19.619 espectadors, el que representa el segon estadi de futbol més gran al Canadà, després del BMO Field de Toronto.
L'estadi Saputo es troba a les proximitats de l'Estadi Olímpic de Mont-real, a rue Sherbrooke Est° 4750.

## Història
Abans de la construcció de l'estadi, l'equip Montreal Impact disputava els seus partits de local al camp de futbol del Complex Esportiu Claude-Robillard, instal·lacions construïdes entre l'octubre del 1975 i maig del 1976, en les quals es van disputar els Jocs Olímpics del 1976.
El projecte de construcció de l'estadi va ser anunciat oficialment el 4 de maig del 2005. Originalment la construcció estava planejada en el sector del Technoparc, al sud-est de la ciutat de Mont-real. No obstant això, el juliol del 2006, Joey Saputo (president i propietari del club Montreal Impact) va aconseguir un acord amb el règim d'instal·lacions olímpiques per a realitzar-les als voltants de l'Estadi Olímpic. Després d'alguns retards, la construcció s'inicia el 18 d'abril del 2007 amb un cost de 14,1 milions de dòlars canadencs. La meitat d'aquest import va ser finançat amb capital privat, provinent de la família Saputo, propietària de l'equip i propietària d'un grup empresarial canadenc dedicat a la comercialització de productes lactis, el qual porta el seu mateix nom.
La inauguració va ser el 19 de maig del 2008 amb el partit Montreal Impact vs Vancouver Whitecaps que va finalitzar 0-0. Un mes més tard es va jugar el primer partit internacional a l'estadi, Canadà vs Saint Vincent i les Grenadines, compromís disputat el 20 de juny del 2008 per la segona ronda de la classificació de la Concacaf per a la Copa Mundial de Futbol de 2010. El primer gol marcat a l'estadi va ser obra del jugador canadenc del Montreal Impact Rocco placentino el 13 de juny del 2008 contra el Charleston Battery, aconseguint la primera victòria de l'Impact al seu estadi local per 1-0.
Previ a l'esperat ingrés del Montreal Impact a la Major League Soccer el 2012, es preveu una ampliació de l'estadi a 21.000 espectadors amb un cost estimat de 12 milions de dòlars.

## Galeria

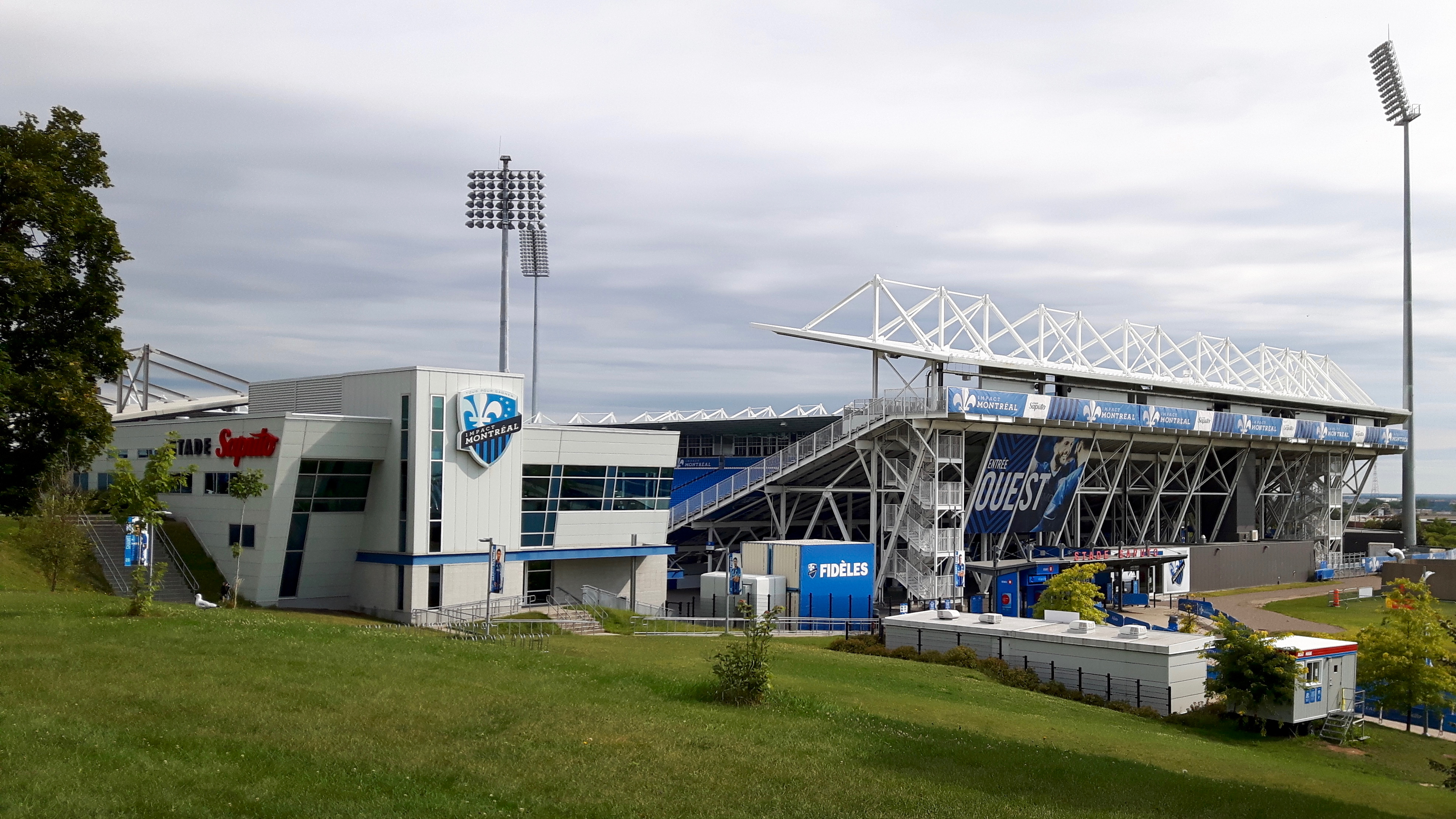
Vista exterior de l'estadi.
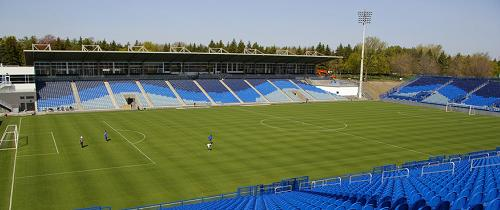
Vista interior de l'estadi.
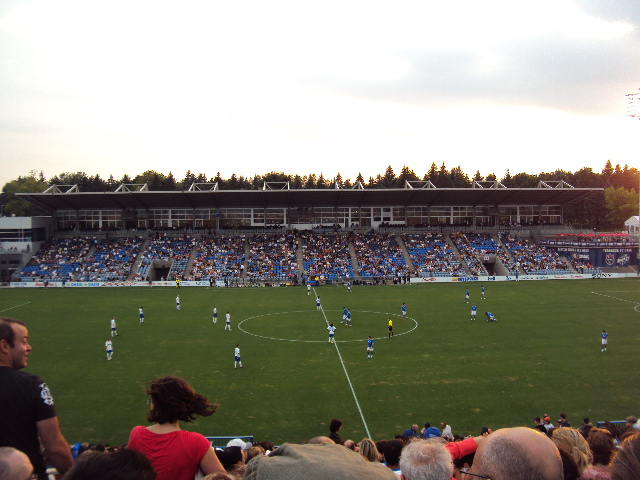
Tribuna preferencial.
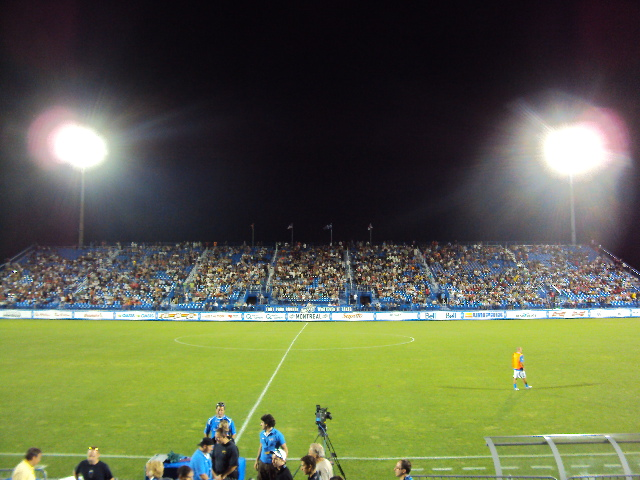
L'estadi Saputo de nit.